# 朱明月
朱明月（？—1868年），清朝贵州反清领袖，原名张宝三，湄县三土关人。

## 生平
咸豐九年（1859年），朱明月自称崇祯帝的十二代孙，黔北白號軍擁立朱明月為秦王，尊為「嗣統真主」。沿用楊龍喜「江漢」年號，稱「大明江漢六年」。
同治三年（1864年）春季，朱明月自称皇帝，改元嗣统，大事取决于刘仪顺。同治七年（1868年），起义失败，朱明月和刘仪顺先后被清军捕杀。